# لشکر معتصم
لشکر معتصم (عربی: فرقة المُعتصم، انگلیسی: Firqat al-Mu'tasim)، با نام قبلی تیپ معتصم (عربی: لواء المعتصم، انگلیسی: Liwa al-Mu'tasim)، یک جناح از ارتش آزاد سوریه است که در شمال استان حلب فعالیت می‌کند و در شهر مارع مستقر است. نام معتصم خلیفه عباسی بر روی این گروه گذاشته شده‌است.

## تجهیزات
بریگاد معتصم به داشتن مقادیر زیادی سلاح آمریکایی که متعلق به برنامه آموزش و تجهیز مخالفان حکومت سوریه است معروف است از جمله این تجهیزات می‌توان اسلحه‌های ام۱۶، مسلسل سبک ام۲۴۹، مسلسل ام۲۴۰، خمپاره‌انداز سلتام کی۶، خمپاره اندازه سبک ام۲۲۴، خمپاره اندازه ام۲۵۲، مسلسل ام۲ برونینگ و وانت‌های مسلح را نام برد. این امر منجر به ارائه گزارش‌هایی مبنی بر تدارک این گروه توسط ایالات متحده شده‌است. این گروه هیچ موشک ضد تانکی از آمریکا دریافت نکرده‌است.

## ایدئولوژی
بریگاد معتصم نام خود را از معتصم خلیفه عباسی اقتباس کرده است و از روند سیاسی صلح سوریه پشتیبانی می‌کند. با این حال، با پیشنهاد صلح ایالات متحده و روسیه دربارهٔ سوریه مخالف است. فرمانده این گروه خواستار «آزادی و عدالت» شده‌است، که منجر به ایجاد تنش بین او و جبهه النصره شد. جبهه النصره این ایده را در تعارض با پروژه خلافت خود می‌داند.

## تاریخچه
فرمانده این گروه، سرهنگ دوم محمد حسن خلیل، در ابتدا فرمانده شورشیان در جبل الأکراد، استان لاذقیه بود. با این حال وی در سال ۲۰۱۵ به دلیل تنش با جبهه النصره مجبور شد از لاذقیه خارج شود. گروه وی سپس به حلب منتقل شد.
در آوریل ۲۰۱۶، این گروه به همراه گروه‌های فیلق شام و لشکر سلطان مراد در حمله به شمال حلب (مارس - ژوئن ۲۰۱۶) شرکت کردند، خودروهای آنها که از دودیان به سمت مواضع داعش در الراعی در حال حرکت بودند موفق به تصرف ۸ روستا در طول مسیر خود شدند.
در ماه ژوئن، این گروه بعد از شکستن محاصره شهر مارع توسط داعش، با لوا احفاد صلاح الدین و ۶ گروه شورشی دیگر در این شهر یک اتحاد تشکیل داد. ائتلاف جدید ادعا کرد که ۱۵۰۰ جنگجو را تحت فرماندهی واحد نظامی در اختیار دارد و با گروه رقیب خود یعنی نیروهای دموکراتیک سوریه ارتباط برقرار کرده‌است. بعداً در همین ماه، محمدحسن خلیل در مارع ربوده شد. این گروه، نهاد موسوم به الهیئه الشرعیه شهر داره عزه، فرمانده سابق شورشیان در مارع و جبهه النصره را به انجام این آدم‌ربایی متهم کرد.
در ماه اوت و سپتامبر، بریگاد معتصم در عملیات سپر فرات ترکیه شرکت کرد که موفق به تصرف شهرهای جرابلس و الراعی شد.
در تاریخ ۱۲ آوریل ۲۰۱۷، ۱۰۰ جنگجوی جدید تیپ معتصم پس از اتمام آموزش در اردوگاهی در نزدیکی مارع فارغ‌التحصیل شدند و طبق گفته یکی از فرماندهان این گروه، تعداد اعضای این گروه به ۱۰۰۰ نفر رسید.
در تاریخ ۲۹ ژوئن ۲۰۱۷، عواد ابو صقر، یکی از فرماندهان نظامی تیپ معتصم، به نیروهای دموکراتیک سوریه پیوست.
در ۲۵ آوریل ۲۰۱۸، تیپ معتصم از تصمیم خود در به رسمیت شناختن ائتلاف ملی برای انقلاب و نیروهای مخالفین سوریه به دلیل ناتوانی ائتلاف ملی در تصمیم‌گیری‌های ملی کنار کشید. تصمیم این گروه ساعاتی پس از آن صورت گرفت که جرج صبرا، سهیر الأتاسی و خالد خوجه از ائتلاف ملی استعفا دادند.
در تاریخ ۱۲ مه ۲۰۱۸، فرماندهان جیش الاسلام و فیلق الرحمان که مرتباً با یکدیگر می‌جنگیدند تا زمانی که در غوطه شرقی مغلوب دولت سوریه شدند و به شمال حلب منتقل شدند، در مقر تیپ معتصم ملاقات کردند و قول دادند که به جنگ یکدیگر ادامه ندهند. جواد أبو حطب، رئیس دولت موقت سوریه نیز در این نشست حضور داشت.